# Les Nouvelles Aventures de Winnie l'ourson
Les Aventures de Winnie l'ourson Le Livre de Winnie l'ourson
Les Nouvelles Aventures de Winnie l'ourson (The New Adventures of Winnie the Pooh) est une série télévisée d'animation américaine en 82 épisodes de 26 minutes, créée par Mark Zaslove d'après le personnage imaginé par Alan Alexander Milne, produite par Walt Disney Television Animation, diffusée initialement à partir du 17 janvier 1988 sur Disney Channel puis entre le 10 septembre 1988 et le 26 octobre 1991 sur le réseau ABC.
En France, la série a été diffusée à partir du 8 janvier 1989 dans Spécial Disney sur TF1. Rediffusion à partir du 9 octobre 1991 dans le Disney Club sur TF1 puis en 2003 sur Playhouse Disney, au Québec à partir du 3 septembre 1989 à la Télévision de Radio-Canada, et en Belgique à partir de 1993 dans Chambard sur RTL-TVI.
La série a été rediffusée sur ABC à partir du 4 janvier 1997. La plupart des épisodes de la série sont ressortis en DVD entre 2004 et 2005 sous le titre Le Monde magique de Winnie l'ourson (8 vol.).

## Synopsis
Cette série met en scène les mésaventures du célèbre ourson Winnie et de ses amis Tigrou, Porcinet, Bourriquet, Coco Lapin et Maître Hibou, imaginées par un garçonnet, Jean-Christophe, à qui appartiennent ces animaux qui ne sont en réalité que des jouets.

## Épisodes
Certains épisodes d'une durée de 26 minutes sont diffusés seul, d'autres d'une durée d'environ 13 minutes sont diffusés par deux sous forme d'un "double épisode".

### Première saison (1988-1989)
1. À chacun son monstre (Pooh Oughta Be in Pictures)
2. Amis pour la vie (Friend in Deed) [Diffusé en double épisode avec le 3]
3. Bourriquet est triste (Donkey for a Day)
4. Un feu de camp peu ordinaire (There's No Camp Like Home) [Diffusé en double épisode avec le 5]
5. Les Maboules du ballon (Ballonatics)
6. Coco Lapin, papa poule (Find Her, Keep Her)
7. Le Porcinet qui devient roi (The Piglet Who Would Be King)
8. Prisonnier du désordre (Cleanliness Is Next to Impossible)
9. La Grande Attaque du pot de miel (The Great Hunny Pot Robbery)
10. Tigrou perd ses rayures (Stripes) [Diffusé en double épisode avec le 11]
11. Le Cadeau d'anniversaire (Monkey See, Monkey Do Better)
12. Quelle vie de baby-sitter ! (Babysitter Blues)
13. Lapin à vendre (How Much Is That Rabbit in the Window?)
14. Autant en emporte le vent (Gone with the Wind) [Diffusé en double épisode avec le 15]
15. Rien qu'une dent (Nothing But the Tooth)
16. La Légende du shérif Porcinet (Paw and Order)
17. Un pisteur piégé (Trap as Trap Can) [Diffusé en double épisode avec le 18]
18. Un amour de presse-livre (Hunny for a Bunny)
19. Le Sauveteur masqué (The Masked Offender) [Diffusé en double épisode avec le 20]
20. Un fantôme qui balance (Things That Go Piglet in the Night)
21. Sept ans de malheur (Luck Amok) [Diffusé en double épisode avec le 22]
22. Les Protège-oreilles magiques (Magic Earmuffs)
23. L'Ourson magique (The Wishing Bear)
24. Le Roi des animaux (King of the Beasties) [Diffusé en double épisode avec le 25]
25. Des invités très spéciaux (The Rats Who Came to Dinner)
26. Mon héros (My Hero) [Diffusé en double épisode avec le 27]
27. Les Plumes de Maître Hibou (Owl Feathers)
28. Un énorme animal (A Very, Very Large Animal)  [Diffusé en double épisode avec le 29]
29. Comme un poisson hors de l'eau (Fish Out of Water)
30. Une pointure de tigre (Tigger's Shoes) [Diffusé en double épisode avec le 31]
31. Une peur noire (Lights Out)
32. Bourriquet est populaire (The "New" Eeyore) [Diffusé en double épisode avec le 33]
33. Un détective particulier (Tigger, Private Ear)
34. L'Emploi du temps de Coco Lapin (Party Poohper) [Diffusé en double épisode avec le 35]
35. Tigrou est dans le bain (The Old SwitcheRoo)

### Deuxième saison (1989)
1. Moi et mon ombre (Me and My Shadow) [Diffusé en double épisode avec le 2]
2. La Chasse à la coupe (To Catch a Hiccup)
3. Coco Lapin prend ses marques (Rabbit Marks the Spot) [Diffusé en double épisode avec le 4]
4. Au revoir monsieur Winnie (Good Bye Mr Pooh)
5. Des bulles à en perdre la boule (Bubble Trouble) [Diffusé en double épisode avec le 6]
6. Le Jour de Porcinet (GroundPiglet Day)
7. Tout est bien qui finit bien (Alls Well That Ends Wishing Well)
8. Une Saint-Valentin particulière (Un-Valentine's Day)
9. La Forteresse de Coco Lapin (No Rabbit's a Fortress) [Diffusé en double épisode avec le 10]
10. Le Monstre de Franken Winnie (The Monster FrankenPooh)
11. Où est donc passé Porcinet ? (Where Oh Where Has My Piglet Gone?) [Diffusé en double épisode avec le 12]
12. Winnie apprend à voler (Up, Up and Awry)
13. La Légende de Bourriquet (Eeyore's Tail Tale) [Diffusé en double épisode avec le 14]
14. Les Trois Petits Porcinets (Three Little Piglets)
15. Le Trophée (Prize Piglet) [Diffusé en double épisode avec le 16]
16. Il faut rattraper le temps (Fast Friends)
17. La Lune de miel (Pooh Moon) [Diffusé en double épisode avec le 18]
18. Le Jour de récolte (Caws and Effect)

### Troisième saison (1990)
1. Le Message dans la bouteille (Oh, Bottle) [Diffusé en double épisode avec le 2]
2. La Famille de Maître Hibou (Owl in the Family)
3. Un appétit perdu (Sham Pooh) [Diffusé en double épisode avec le 4]
4. Un rêve ensoleillé (Rock-A-Bye Pooh Bear)
5. Quel est le score de Winnie ? (What's the Score, Pooh?) [Diffusé en double épisode avec le 6]
6. Les Invités de Tigrou (Tigger's House Guest)
7. Coco Lapin prend des vacances (Rabbit Takes a Holiday) [Diffusé en double épisode avec le 8]
8. Bourriquet jardine (Eeyi Eeyi Eeyore)
9. Le Ciel de Winnie (Pooh Skies)
10. La Guerre aux abeilles (To Bee or Not to Bee) [Diffusé en double épisode avec le 11]
11. Poisson d'avril (April Pooh)
12. Le Chevalier inoubliable (A Knight to Remember)
13. Tigrou est la mère des inventions (Tigger Is the Mother of Invention) [Diffusé en double épisode avec le 14]
14. La Chasse à la bestiole (The Bug Stops Here)
15. L'Ultime Tunnel (Easy Come, Easy Gopher) [Diffusé en double épisode avec le 16]
16. Le Jagular de printemps (Invasion of the Pooh Snatcher)
17. Tigrou a perdu sa langue (Tigger Got Your Tongue?) [Diffusé en double épisode avec le 18]
18. Bienvenue Kessie (A Bird in the Hand)

### Quatrième saison (1991)
1. Ce n'était qu'un rêve (Sorry, Wrong Slusher)
2. Jean-Christophe grandit (Grown, But Not Forgotten)
3. Un après-midi de chien (Pooh Day Afternoon)
4. Le Bon, la Brute et le Tigrou (The Good, the Bad, and the Tigger)
5. On n'est jamais mieux ailleurs qu'à la maison (Home Is Where the Home Is)
6. Lucie ma pelle (Shovel, Shovel Toil and Trouble) [Diffusé en double épisode avec le 7]
7. Winnie le sage (The Wise Have It)
8. La Tête dans les nuages (Cloud, Cloud Go Away) [Diffusé en double épisode avec le 9]
9. Le Rêve impossible (To Dream the Impossible Scheme)
10. Porcinet poète (Piglet's Poohetry) [Diffusé en double épisode avec le 11]
11. Un joli filet de voix, Maître Hibou (Owl's Well That Ends Well)

## Distribution

### Voix originales
- Jim Cummings : Winnie the Pooh
- John Fiedler : Piglet
- Hal Smith : Owl
- Ken Sansom : Rabbit
- Patty Parris : Kanga
- Nicholas Melody : Roo
- Paul Winchell (1988-1989) puis Jim Cummings : Tigger
- Michael Gough : Gopher
- Peter Cullen : Eeyore
- Tim Hoskins : Christopher Robin

Source : d'après John Grant et Bill Cotter

### Voix françaises
- Roger Carel : Winnie l'ourson / Porcinet / Coco Lapin
- Henry Djanik : Bourriquet, Maître Hibou, Heff l'Éfélant
- Patrick Préjean : Tigrou
- Guy Piérauld : Grignotin, Stan la Nouïf
- Claude Chantal : Maman Gourou, Kessie adulte
- Jackie Berger : Petit Gourou, Jean-Christophe
- Brigitte Lecordier : Kessie / Petit Gourou, Jean-Christophe (voix de remplacement)
- François Berland : narrateur
- Jean-Claude Corbel : chanteur du générique
- Roger Lumont, Jean-Claude Donda, Bernard Métraux : voix additionnelles

 Source et légende : version française (VF) sur RS Doublage
Version française
- Société de doublage : Télétota
- Direction artistique : Patricia Angot
- Adaptation des dialogues : Patricia Angot

## Production
Selon John Grant, la série poursuit clairement les moyens métrages produits par le studio depuis les années 1960, regroupés dans le film Les Aventures de Winnie l'ourson de 1977 et Bill Cotter. Au fur et à mesure de la production, l'histoire est de plus en plus du style Disney et de moins en moins associable à Alan Alexander Milne, malgré le travail du scénariste Bruce Talkington pour consulter l'œuvre de Milne régulièrement afin d'en conserver l'esprit et la logique.
La série est diffusée le samedi matin sur ABC pour la saison 1988-1989 puis associée aux Gummi l'année suivante. Pour la saison 1990-1991, Winnie est à nouveau seul jusqu'en 1993 puis elle revient pour la saison 1995-1996. À partir de 1992, la chaîne ne fait que rediffuser les épisodes existants dans un ordre différent. Bill Cotter préfère lister les épisodes par ordre alphabétique au lieu de première diffusion ou de production.
À la fin de la série, le moyen-métrage Winnie l'ourson : Noël à l'unisson est produit comme un épisode spécial par Walt Disney Animation France, dont c'est la première production.
La série reçoit plusieurs distinctions dont deux Emmy Awards en 1989 et 1990 et deux Humanitas Awards.

## Diffusion

### États-Unis
- Les Nouvelles Aventures de Winnie l'ourson commence le 17 janvier 1988 sur Disney Channel. Après 13 premiers épisodes, la série est passée sur le réseau ABC. La quatrième et dernière saison de la série est diffusée entre le 7 septembre 1991 et le 26 octobre 1991, date de la fin de la diffusion originale.

### France
- La série débute en France le 8 janvier 1989 dans Spécial Disney sur TF1. Programmée aux côtés des rediffusions de Zorro, Les Gummi et La Bande à Picsou, elle est la seule série inédite diffusée dans l'émission. Le 9 juillet 1989, la série est interrompue sur la chaîne avant de reprendre sa diffusion deux ans plus tard dans le Disney Club le 9 octobre 1991.